# サザン・キングス
サザン・キングス（英: Southern Kings）は、かつて南アフリカ共和国に存在したラグビーユニオンチーム。本拠地は東ケープ州ポート・エリザベスのネルソン・マンデラ・ベイ・スタジアム。2020年にチーム解散した。

## 概要
カリーカップに参加しているイースタン・プロヴィンス・キングスを母体とし、ボーダー・ブルドッグスとSWDイーグルスの主力選手を合わせて構成された。

## 歴史
2009年創設。
2013シーズン、成績不振のライオンズに代わりスーパーラグビーに参戦。しかし同シーズンを最下位で終え、その後に行われたライオンズとのプレーオフでも敗れたため、1シーズンのみでスーパーラグビーから撤退した。
スーパーラグビーの規模拡大に伴い、2016、2017シーズンはスーパーラグビーに再挑戦した。その後、大会規模縮小に伴い2017シーズンを最後にスーパーラグビーから撤退。同年（2017-18シーズン）よりプロ14に参加。
プロ14で3シーズン目となる2020年8月、資金難のためシーズン途中で同大会からの撤退を発表し、チームは解散した。

## タイトル
なし

## 成績

### スーパーラグビー戦績
| シーズン | 試合数 | 勝 | 分 | 敗 | 順位 | プレーオフ |
| -------- | ------ | -- | -- | -- | ---- | ---------- |
| 2013     | 16     | 3  | 1  | 12 | 15位 | ―          |
| 2016     | 15     | 2  | 0  | 13 | 17位 | ―          |
| 2017     | 15     | 6  | 0  | 9  | 11位 | ―          |

- 2013シーズンは15チームが参加
- 2016・2017シーズンは18チームが参加

### プロ14戦績
| シーズン | 試合数 | 勝 | 分 | 敗 | 順位 | プレーオフ |
| -------- | ------ | -- | -- | -- | ---- | ---------- |
| 2017     | 21     | 1  | 0  | 20 | 7位  | ―          |
| 2018     | 21     | 2  | 1  | 18 | 7位  | ―          |
| 2019     | 13     | 1  | 0  | 12 | 7位  | ―          |

- 14チームが2グループに分かれて試合を行う。

## スコッド
2020-21シーズンのスコッド（2020年8月現在）
| プロップ - Cameron Dawson - Ig Prinsloo - Pieter Scholtz - Alulutho Tshakweni フッカー - Tango Balekile - Jacques du Toit - Gareth Heidtmann - Alandré van Rooyen ロック - Aaron Brody - Bobby de Wee - Aston Fortuin - Elrigh Louw - ジェリー・セクストン | フランカー/No.8 - Lusanda Badiyana - Thembelani Bholi - Luyolo Dapula - Tienie Burger - Ruaan Lerm - Elrigh Louw - CJ Velleman スクラムハーフ - Josh Allderman - Gavin Mills - Cameron Wright フライハーフ - Tiaan Botes - Bader Pretorius - Tiaan Swanepoel | センター - Erich Cronjé - Christopher Hollis - JT Jackson - S'bura Sithole ウイング - Christian Ambadiang - Nsuku Baloyi - Eddie Ludick - Tharquinn Manuel - Yaw Penxe - Josiah Twum-Boafo フルバック - Andell Loubser - Courtney Winnaar |
| | | |
| | | |

## 歴代所属選手
- ヤコ・エンゲルス
- クリュザンダー・ボタ
- シェーン・ゲイツ
- トーマス・レオナルディ
- ヴィンピー・ファンデルヴァルト
- ルイ・フーシェ
- リニーア・ベルナルド
- エスピー・マレー
- ルイ・シュラウダー
- ジャック・ポトヒエッター
- ヨハン・トロンプ
- デイヤン・ファンダーウエストハイゼン
- ハドリー・パークス
- デーヴィッド・ブルブリング
- ライオネル・クロニエ
- タイラー・ポール
- ベンハード・ヤンセ・ヴァン・レンスバーグ
- ユルゲン・ヴィサー
- マカゾレ・マピンピ
- ルカンヨ・アム